# موتابوراسور
موتابوراسور (نام علمی: Muttaburrasaurus) نام یک سرده از فروراسته پرنده‌پایان است.
موتابوراسور پرنده‌پایی بزرگ و ایگوانادندان‌مانند بود که برآمدگی استخوانی بزرگی روی پوزه‌اش داشت. استخوان‌های جمجمه‌اش در پایین حدقه‌ی چشم، ضخیم و محکم بودند. بعضی کارشناسان گفته‌اند که این استخوان‌ها نشان می‌دهند موتابوراسور احتمالاً با گاز گرفتن و جویدن گیاهان بسیار سخت انطباق یافته بود. شاید موتابوراسور از برآمدگی عظیم بینیش برای غرش‌های بلند و طنین‌انداز استفاده می‌کرده‌است. اندازه و شکل بینی‌های موتابوراسورهای مختلف، احتمالاً بسته به جنسیت یا گونه‌ی آن‌ها، متفاوت بودند.
این دایناسور را در گذشته از خویشاوندان ایگوانادندان می‌دانستند، چون گمان می‌کردند استخوان تیغ‌مانندش شستی تیغ‌دار، شبیه شست ایگوانادندان، است. اما مطالعات جدیدتر نشان داده‌اند که موتابوراسور گونه‌ای بسیار قدیمی‌تر بوده‌است.